# Anii 670 î.Hr.
Milenii: Mileniul al II-lea î.Hr. - Mileniul I î.Hr. - Mileniul I
Secole: Secolul al VIII-lea î.Hr. - Secolul al VII-lea î.Hr. - Secolul al VI-lea î.Hr.
Decenii:Anii 700 î.Hr. Anii 690 î.Hr. Anii 680 î.Hr. Anii 670 î.Hr. Anii 660 î.Hr. Anii 650 î.Hr. Anii 640 î.Hr.
Ani: 675 î.Hr. 674 î.Hr. 673 î.Hr. 672 î.Hr. 671 î.Hr. - 670 î.Hr. - 669 î.Hr. 668 î.Hr. 667 î.Hr. 666 î.Hr. 665 î.Hr.
Anii 670 î.Hr. - reprezintă perioada 679 î.Hr. - 670 î.Hr.